# Clarisse McClellan
Clarisse McClellan es el nombre de un personaje de la novela Fahrenheit 451 creado por Ray Bradbury, que corresponde con una muchacha de 17 años que aparece al principio del libro.
Ella vive en casa de sus padres y  representa un conflicto para el personaje principal Guy Montag. Ella representa la naturaleza, el libre pensamiento y el arte. Cuando se conocen, no le presta atención a las construcciones y a las reglas de la sociedad. En las conversaciones entre Clarisse y Guy, ella lo reta a mirar y sentir el mundo de manera diferente. Son sus ideas y su comportamiento lo que finalmente llevan a Guy Montag a dar la espalda a la sociedad y las ideas en torno a él. El personaje desaparece tempranamente y se da a conocer que murió arrollada por un automóvil.
En la película homónima de François Truffaut, el personaje es una joven maestra de escuela infantil que ha sido despedida por adoptar métodos ingeniosos y divertidos que al gobierno parecían "antisociales". Logra sembrar la duda en Montag sobre los libros que quema, pero no muere, sino que después de que su casa y biblioteca es incendiada con sus familiares dentro, logra huir y se reúne con el pueblo de los hombres-libro al que al final se une también Guy Montag. Este final gustaba más al propio autor del libro Ray Bradbury que el de su propia obra.[cita requerida]
En el año 1997, en el marco de la Feria del Libro en Buenos Aires, Bradbury fue invitado a presenciar en el Teatro San Martín la lectura de uno de sus cuentos y luego respondió preguntas del público presente. Allí reveló que el final de la versión cinematográfica de Fahrenheit 451 se debió a que recibió tantas cartas y muestras de enojo del público por haber "matado" al amado personaje de Clarisse que él mismo le pidió a Truffaut que siguiera con vida como condición para filmarla.